# Aristida gibbosa
Aristida gibbosa är en gräsart som först beskrevs av Christian Gottfried Daniel Nees von Esenbeck, och fick sitt nu gällande namn av Carl Sigismund Kunth. Aristida gibbosa ingår i släktet Aristida och familjen gräs. Inga underarter finns listade i Catalogue of Life.